# Брос
Брос (фр. Brosses) насеље је и општина у источном делу централне Француске у региону Бургоња, у департману Јон која припада префектури Авалон.
По подацима из 2011. године у општини је живело 300 становника, а густина насељености је износила 15,02 становника/km². Општина се простире на површини од 19,97 km². Налази се на средњој надморској висини од 300 метара (максималној 322 m, а минималној 151 m).

## Демографија
| 1962. | 1968. | 1975. | 1982. | 1990. | 1999. | 2011. |
| ----- | ----- | ----- | ----- | ----- | ----- | ----- |
| 214   | 251   | 237   | 273   | 258   | 250   | 300   |

График промене броја становника у току последњих година